# David Ricardo

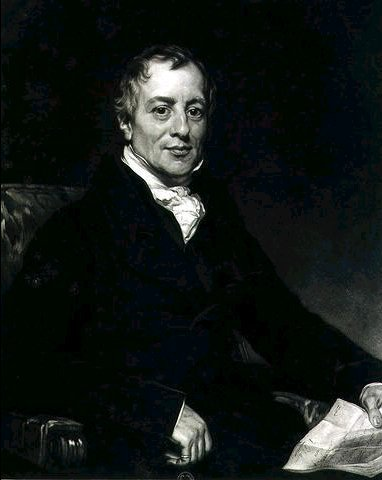
David Ricardo voor 1823

David Ricardo (Londen, 19 april 1772 – Gatcombe Park, 11 september 1823) was een Brits econoom. Hij wordt gezien als een van de eerste systeembouwers in de economie. Met Adam Smith en Thomas Malthus behoort hij tot de invloedrijkste klassieke economen.
Ricardo was een veelzijdig man die thuis was in de financiële, wetenschappelijke en politieke wereld van zijn tijd. Hij was achtereenvolgens effectenhandelaar, financier en speculant. Als speculant vergaarde hij een aanzienlijk fortuin, waardoor hij in staat was een groot landhuis te kopen en op te houden met werken. De laatste vier jaar van zijn leven was hij lid van het Britse Lagerhuis.
Zijn grote kracht ligt in zijn strikte betoogtrant en het consequent gebruik van abstracties. Zijn deductieve methode, waarmee de verbanden tussen economische grootheden onder sterk vereenvoudigde veronderstellingen onderzocht worden, neemt sinds Ricardo een centrale plaats in de economische wetenschap in.
Misschien zijn belangrijkste bijdrage aan de economische wetenschap was de wet van het comparatieve voordeel, een fundamenteel argument ten gunste van vrijhandel tussen landen. Ricardo voerde aan dat handel (of ruil) voor beide betrokken partijen voordelig was, zelfs als de ene partij (bijvoorbeeld een grondstofrijk land) op elk gebied productiever was dan zijn handelspartner (bijvoorbeeld een grondstofarm land), zolang beide partijen zich maar concentreerden op die activiteiten waar zij een relatief productiviteitsvoordeel bezaten.

## Biografie

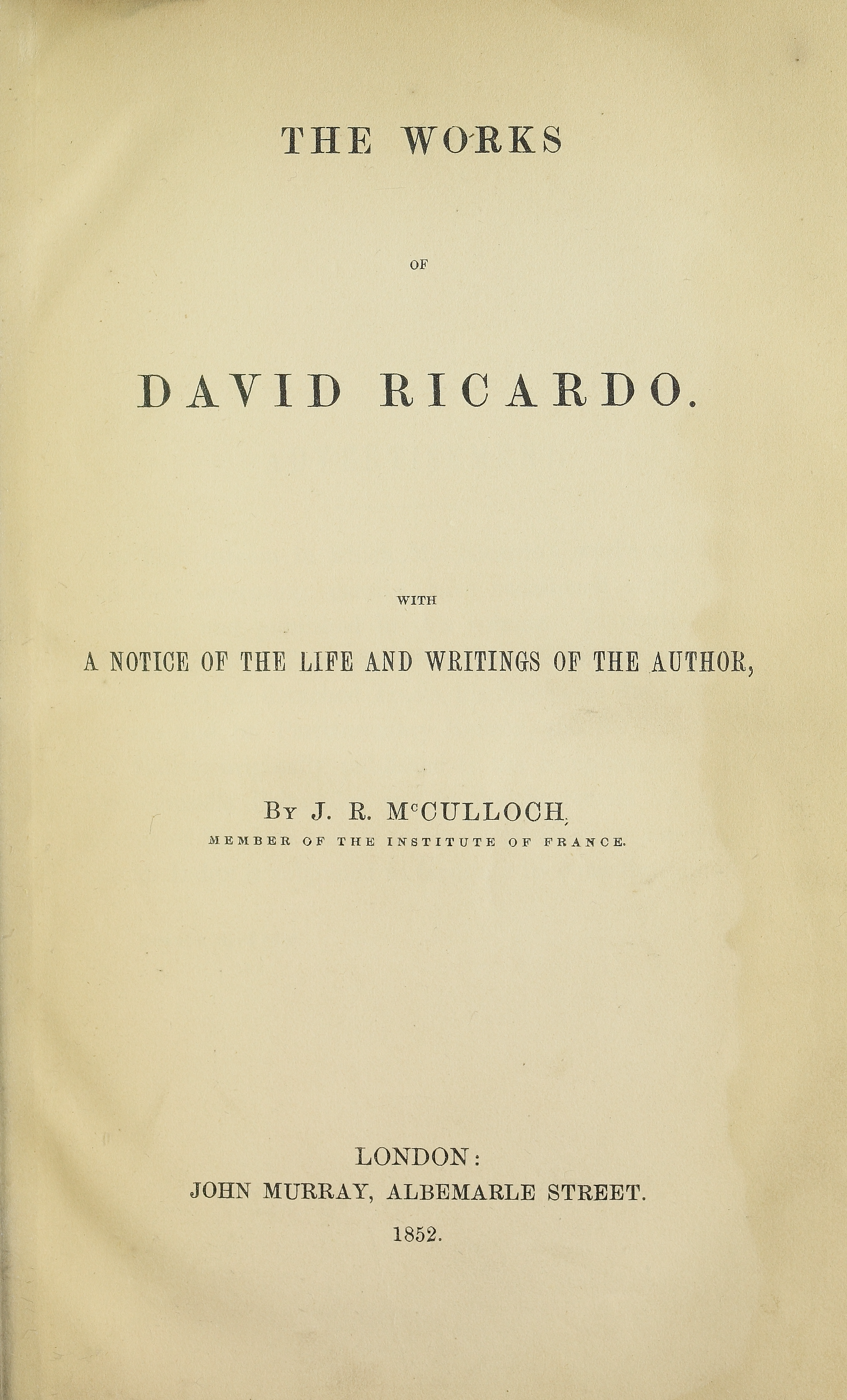
Works, 1852

### Jeugdjaren
David Ricardo werd op 19 april 1772 in Londen geboren als derde kind van Abraham Ricardo (1738-1812) en Abigail Delvalle. Rond 1650 waren zijn voorouders, Sefardische Joden, conversos of schijn-christenen, uit Spanje via Livorno naar Amsterdam geëmigreerd, waar zij hun Joodse geloof openlijk mochten belijden. Daar werd zijn grootvader Joseph Israel Ricardo in 1699 geboren. Zijn vader, Abraham Ricardo, vertrok in 1760 naar Londen, waar hij in 1769 trouwde met Davids moeder, Abigail.
Zijn vader stuurde hem in 1783 op 11-jarige leeftijd terug naar Nederland om er Nederlands, Frans en Spaans te leren, maar naar eigen zeggen was hij zo ongelukkig van zijn familie gescheiden te zijn, dat hij er alleen Nederlands leerde. Op zijn 13de teruggekeerd in Londen kreeg Ricardo privélessen en een gewone schoolopleiding.

### Werk op de Beurs
Op zijn veertiende begon hij in het beursbedrijf van zijn vader op de London Stock Exchange. Daar leerde hij de financiële wereld kennen, de basis voor zijn succes op de beurs en in de wereld van het vastgoed. Op zijn 21ste verwierp Ricardo het orthodoxe jodendom van zijn familie en trouwde met Priscilla Anne Wilkinson, die als Quaker was opgevoed. Zijn vader en moeder namen dit niet goed op en spraken nooit meer met hem. In deze tijd werd Ricardo ook een aanhanger van het unitarisme. In de twintig jaar daarna was hij werkzaam als zakenman, financier en speculant en bouwde hij een aanzienlijk vermogen op.

### Economie
Ricardo raakte geïnteresseerd in de economie, nadat hij in 1799 Adam Smiths The Wealth of Nations had gelezen, toen hij op vakantie was in de Engelse toeristenplaats Bath. Dit was Ricardo's eerste contact met de economische wetenschap. In 1809 begon hij zelf te publiceren.

### Politiek
Ricardo's werk aan de Londense beurs zorgde ervoor dat hij in 1814 met vervroegd pensioen kon gaan. Hij kocht het buiten Gatcombe Park in Gloucestershire om zich van daaruit aan de politiek en economie te kunnen wijden. In 1819 nam Ricardo plaats in de Lagerhuis als parlementslid voor Portarlington, een Ierse rotten borough. Hij hield deze zetel tot hij in 1823 aan de gevolgen van een middenoorontsteking overleed. In 1846 ijverde zijn neef John Lewis Ricardo, parlementslid voor Stoke-on-Trent, voor vrijhandel en de afschaffing van de Graanwetten.

### Vrienden
Ricardo raakte rond 1810 nauw bevriend met James Mill, die zijn politieke ambities en zijn publicaties over de economie aanmoedigde. Andere bekende vrienden waren Jeremy Bentham en Thomas Malthus, met wie Ricardo (in correspondentie) een uitgebreid debat voerde over zaken als de rol die landeigenaars in de Britse maatschappij dienen te spelen. Hij was ook lid van de 'London's intellectuals' en werd later ook lid van Malthus 'Political Economy Club' en de 'King of Clubs'.

## Comparatieve kostenverschillen en vrijhandel
Ricardo's bekendste werk is zijn On the Principles of Political Economy and Taxation uit 1817. Het boek geeft onder andere een verklaring voor de internationale handel aan de hand van de theorie van het comparatief voordeel. Ricardo zet zich daarbij af tegen de theorie van de absolute kostenverschillen van Adam Smith door te betogen dat het niet om de absolute, maar om de relatieve kostenverschillen gaat. Volgens Ricardo's theorie kan een land altijd voordeel plukken uit specialisatie. Een land is altijd beter af door zich te specialiseren in die producten, waar men het beste in is en daarin handel te drijven met andere landen (Case & Fair, 1999: 812–818).
Ricardo illustreert zijn theorie met een fictief voorbeeld aangaande de handel tussen Engeland en Portugal. De volgende tabel geeft prijzen (in arbeidseenheden) voor eenheden wijn en textiel die gelijke waarde hebben in het internationaal verkeer.
|         | Engeland            | Portugal            | totaal              |
| ------- | ------------------- | ------------------- | ------------------- |
| textiel | 100 arbeidseenheden | 90 arbeidseenheden  | 190 arbeidseenheden |
| wijn    | 120 arbeidseenheden | 80 arbeidseenheden  | 200 arbeidseenheden |
| totaal  | 220 arbeidseenheden | 170 arbeidseenheden | 390 arbeidseenheden |

Hoewel Portugal een absoluut voordeel in beide waren heeft, is het voor Portugal niettemin voordelig om textiel te importeren, omdat de vrijgekomen arbeidskracht dan ingezet kan worden voor de wijnbouw, die productiever is dan zijn textielindustrie. Terwijl Portugal zich specialiseert in wijn, doet Engeland hetzelfde met textiel en drijven de beide landen handel tot wederzijds voordeel. Ricardo betoogt, op basis van de kwantiteitstheorie, dat dit ruilhandelvoorbeeld ook werkt als handel gedreven wordt in geld door individuele handelaren: dan zorgt de toestroom van geld van importeur naar exporteur voor inflatie bij de exporteur, net zolang tot een situatie van evenwicht optreedt.
Een variant van Ricardo's theorie van comparatief voordeel, het Heckscher-Ohlinmodel, is nog altijd een belangrijk onderdeel van de handelstheorie.

## Ricardo's waardentheorie van de productiekosten

### Natuurlijke prijs
Ricardo begint het eerste hoofdstuk van zijn On the Principles of Political Economy and Taxation met een uiteenzetting over de theorie van de waarde van arbeid. Later toont hij aan dat de prijs van arbeid, het loon, niet overeenkomt met zijn waarde. Hij zag deze theorie als een benadering van de werkelijkheid en werkte tot aan het einde van zijn leven aan zijn waardetheorie. Ricardo gelooft dat de prijs van een product op lange termijn de productiekosten van dit product zal weerspiegelen.
Hij noemt deze lange termijn prijs de 'natuurlijke prijs'. De natuurlijke prijs van arbeid is in Ricardo's waardetheorie dus gelijk aan de kosten van de productie van een nieuwe arbeider, het minimale loon, waarbij een arbeider zich nog kan voortplanten. Dit bestaansminimumniveau (Engels: subsistence level) lag in Ricardo's tijd overigens zeer laag en is niet vergelijkbaar met het huidige bestaansminimum. Mensen die dit minimumniveau gedurende langere tijd niet haalden stierven vaak (indirect) aan ondervoeding. Als de lonen dus de natuurlijke prijs van arbeid weergeven, zullen de lonen op het bestaansminimumniveau liggen. Ricardo stelt echter ook dat in tijden van een langdurig aantrekkende economie de lonen voor onbepaalde tijd boven dit bestaansminimum kunnen liggen:

Ondanks de tendens van de lonen om zich te conformeren aan hun natuurlijk voet, kan de marktvoet, in een economisch bloeiende maatschappij, voor een onbepaalde tijd constant boven deze natuurlijke voet liggen. Want wanneer de impuls, die een toename in het kapitaal geeft aan de vraag naar arbeid, is uitgewerkt, zal een volgende toename van het kapitaal hetzelfde effect produceren. Als de toename van het kapitaal gradueel en constant is, zal de vraag naar arbeid een continue stimulus zijn voor een toename van de bevolking....

Men heeft berekend dat de bevolking van een land onder gunstige omstandigheden in 25 jaar kan verdubbelen, maar onder dezelfde gunstige omstandigheden kan het hele kapitaal van hetzelfde land in nog minder dan 25 jaar verdubbelen. In dat geval zullen de lonen gedurende deze hele 25 jaar de neiging hebben te stijgen, omdat de vraag naar arbeid sneller stijgt dan het aanbod, On the Principles of Political Economy ('Over de basisbeginselen van de Politieke Economie'), hoofdstuk 5, "On Wages") ('Over de lonen').

In zijn Theory of Profit ('Theorie van de winst'), merkt Ricardo op dat als de reële lonen stijgen, de reële winsten zullen dalen, omdat de opbrengsten van de verkoop van manufacturen verdeeld worden tussen de winsten en de lonen. Hij zegt in zijn Essay on Profits (Opstel over winsten), "Winsten hangen af van de hoogte van de lonen, de lonen van de prijs van noodzakelijke goederen, en de prijs van de noodzakelijke goederen hangen op hun beurt voornamelijk af van de voedselprijzen".

### Tegen de Graanwetten
Ricardo geloofde in vrije loonsvorming en net als Adam Smith was hij een tegenstander van protectionisme. Hij was tegen tarieven op landbouwproducten, zoals deze in 1815 waren ingevoerd met de graanwetten (Engels: 'Corn laws'). Hij was van mening dat deze graanwetten er voor zouden zorgen dat er in Groot-Brittannië zelf minder productief land in productie zou worden genomen en dat de 'pachten' op land zouden stijgen. Daardoor zou het economisch surplus relatief meer ten goede komen aan de, veelal adellijke grootgrondbezitters en minder aan de opkomende industriële kapitalisten. Aangezien grootgrondbezitters meer geneigd waren tot consumptie van luxegoederen dan tot investeren, dacht Ricardo dat de graanwetten tot economische stagnatie zouden leiden, waardoor de lonen onder het bestaansminimum zouden dalen. Mede onder invloed van deze diagnose zou het Britse parlement de graanwetten in 1846 afschaffen.

## Renten en grondrenten
Ricardo is verantwoordelijk voor het ontwikkelen van theorieën over grondrenten, lonen en winsten. Hij definieerde grondrente als "het verschil tussen de opbrengst verkregen uit het inzetten van twee gelijke hoeveelheden kapitaal en arbeid." Het model voor deze theorie beweert dat wanneer er slechts een soort grond onder cultivatie wordt gebracht, er zich geen grondrente zal ontwikkelen, maar wanneer er meerdere typen van gronden in gebruik zijn, er altijd grondrente voor de vruchtbaardere gronden betaald zal moeten worden. Hoe vruchtbaarder de grond, hoe hoger deze grondrente. Ricardo was van mening dat het proces van economische ontwikkeling de benuttingsgraad van het beschikbare land zou doen stijgen, totdat uiteindelijk tot de cultivatie van steeds armere gronden zou moeten worden overgegaan. Hiervan zouden in de eerste plaats de landeigenaren profiteren, dit omdat de extra grondrentes, hetzij in geld, hetzij in natura, uit de aard van de zaak aan hen zouden toevallen.
In een zorgvuldige analyse van de effecten van verschillende vormen van belasting concludeerde Ricardo in de hoofdstukken 10 en 12, dat een grondbelasting op de waarde van land, die gelijkwaardig was een belasting op grondrente, de enige vorm van belasting was, die niet tot prijsstijgingen zou leiden, maar zou worden betaald door de landeigenaren, die niet in staat zouden blijken om deze belastingverhoging af te wenden op hun pachters. Hij stelde dat voor de armste gronden geen grondrente gevraagd kon worden en dat er daarom ook geen grondbelasting over geheven zou kunnen worden; aangezien juist op deze marginale gronden de prijzen voor de gehele economie werden bepaald, zouden de prijzen er niet worden verhoogd door een grondbelasting. Ricardo's analyse maakt een onderscheid tussen grondrente op (niet verbeterde) gronden en de rente, die wordt geassocieerd met kapitaalverbeteringen, zoals gebouwen.

## Voetnoten
1. ↑  Sowell, Thomas (2006). On classical economics. New Haven, CT: Yale University Press.
2. ↑  David Ricardo op www.policonomics.com
3. ↑  Paul Craig Roberts, The Trade Question', Washington Times, 28 augustus 2003
4. ↑  Principles, editie van 1821, hoofdstuk 7.

- Bibsys: 90104423
- Biblioteca Nacional de España: XX965708
- Bibliothèque nationale de France: cb11921814d (data)
- Biografisch Portaal: 95953920
- Catàleg d'autoritats de noms i títols de Catalunya: 981058514127906706
- CiNii: DA00547244
- Gemeinsame Normdatei: 118600214
- International Standard Name Identifier: 0000 0001 2127 2513
- Library of Congress Control Number: n78095325
- Nationale Bibliotheek van Letland: 000052891
- Bibliotheek van het Japanse parlement: 00454091
- Nationale Bibliotheek van Tsjechië: skuk0004790
- Nationale bibliotheek van Australië: 35450308
- Nationale Bibliotheek van Israël: 987007266906205171
- Nationale Bibliotheek van Polen: a0000001220654
- Nationale en Universitaire bibliotheek Zagreb: 000160264
- Nederlandse Thesaurus van Auteursnamen: 06836993X
- Réseau des bibliothèques de Suisse occidentale: 02-A003742672
- Istituto Centrale per il Catalogo Unico: VEAV551075
- LIBRIS: 292640
- SNAC: w65t3tkb
- Système universitaire de documentation: 027098192
- Trove: 957240
- Virtual International Authority File: 34462180
- WorldCat: E39PBJm4VfdcKkQk6tyGQ7MMfq